# Классическая архитектура
Класси́ческая архитекту́ра (от лат. classicus — образцовый; с эпохи Возрождения — древнегреческий и древнеримский) — термин, обобщающий архитектуру античной эпохи, а также все архитектурные стили и направления поздних исторических периодов, в которых за образец и эталон бралась античная архитектура.
Относительно строгая ориентация на античность характерна для зодчества Возрождения, классицизма; более свободное толкование принципов классической архитектуры характерно для барокко и неоклассицизма XX века.

## Список
- Архитектура Древней Греции
- Архитектура Древнего Рима
- Эллинистическая архитектура
- Архитектура этрусков
- Архитектура Возрождения
- Палладианство
- Архитектура классицизма
- Архитектура барокко
- Архитектура неоклассицизма XX века